# DQ (artist)
Peter Andersen, känd under artistnamnet DQ, född 1973, är en dansk drag queen som representerade Danmark i Eurovisionsschlagerfestivalen 2007 med låten Drama Queen. Han gick inte vidare till finalen.
Andersen har tidigare uppträtt med bandet Turn on Tina där han uppträtt som Tina Turner och sjungit hennes sånger.